# Ingrid Hoogervorst
Ingrid Hoogervorst (Amsterdam 11 september 1952) is een Nederlandse schrijfster. 

## Leven en werk
Hoogervorst studeerde Nederlands en Cultuurfilosofie aan de Universiteit van Amsterdam. Ze publiceerde diverse romans en schreef de interviewbundel Vreemdeling in eigen landschap (2000), over de schrijver als buitenstaander. Verder publiceerde ze verhalen in literaire tijdschriften als De Gids, Tirade, De Revisor, Armada en DWB. Van 1991 tot 2005 schreef ze literaire kritieken voor De Telegraaf. Vanaf 2017 werkt ze mee aan de tweewekelijkse opiniekrant Argus. Voorts verzorgde ze gedurende 10 jaar de boekenrubriek van AVROTROS Nieuwsshow en nam zitting in diverse jury's, waaronder de Lucy B. en C.W. van der Hoogtprijs, de Libris Literatuurprijs en de Boekenbon Literatuurprijs. Daarnaast gaf ze workshops creatief schrijven aan codarts te Rotterdam. Vanaf 2009 is Hoogervorst als docent Essay en Proza verbonden aan de Schrijversvakschool Amsterdam. 
De roman Woede werd genomineerd voor de Literatuurprijs Gerard Walschap en is in Duitsland verschenen onder de titel Die Wut der Anderen. Haar roman Polsslag werd genomineerd voor de Halewijn-literatuurprijs. 
Hoogervorst was van 1995 tot 2012 getrouwd met de schrijver Atte Jongstra. In haar roman Privédomein beschrijft ze hun relatie.